# Plesiocera philerema
Plesiocera philerema är en tvåvingeart som beskrevs av Hesse 1956. Plesiocera philerema ingår i släktet Plesiocera och familjen svävflugor. Inga underarter finns listade i Catalogue of Life.